# Uwe Schlegel
Uwe Schlegel (* 14. Januar 1941 in Nordhausen) ist ein deutscher Physiker und Hochschullehrer. Er war von 1998 bis 2001 Rektor der Hochschule für Druck und Medien Fachhochschule Stuttgart und ab 2001 der Gründungsrektor der Hochschule der Medien Stuttgart. Zum 1. November 2006 hat er das Rektorenamt an seinen Nachfolger Alexander W. Roos abgegeben.

## Veröffentlichungen
- Über das Supraleitungsverhalten von NbN-Folien und [NbN-]Drähten im Magnetfeld. Dissertation, Universität Gießen, Fachbereich Physik, 1972.